# 苏海棠
苏海棠（1963年10月—），男，汉族，广东高要人，中华人民共和国政治人物，中国共产党党员。前玉林市人民政府市長，现任广西壮族自治区人大社会建设委员会副主任。